# Снохачество

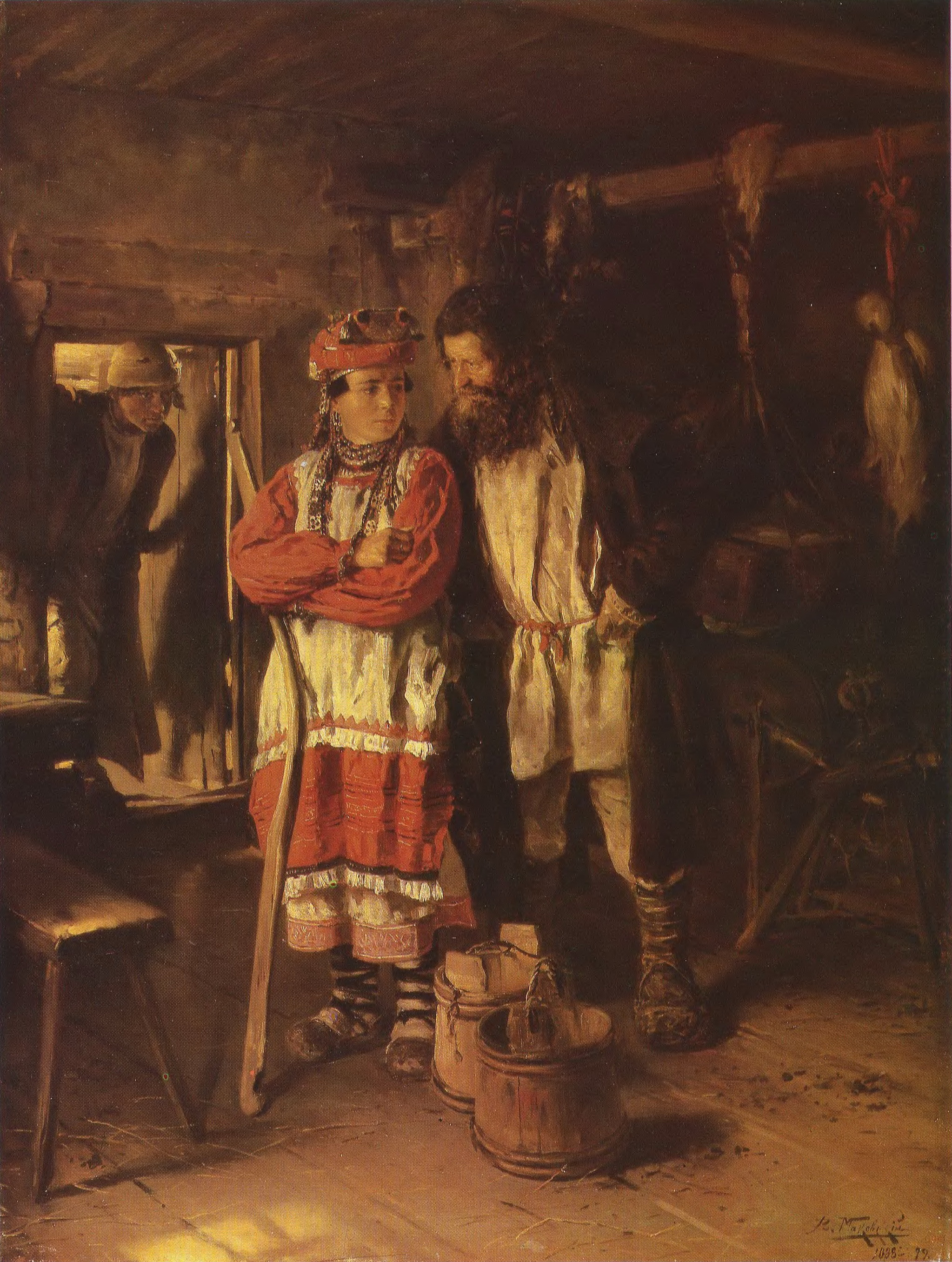
В. Е. Маковский. Свёкор. 1888

Сноха́чество (в публицистике «бабья повинность») — традиционная практика у славян (в основном у русских, украинцев, белорусов, болгар и сербов), до начала XX века распространённая в некоторых малых населённых пунктах, при которой мужчина — глава большой крестьянской семьи (живущей в одном доме) состоял в половой связи со снохой — женой своего сына (связь свёкра с невесткой). Предположительно эта практика первоначально (до христианизации) была полиандрическим союзом, в котором у одной женщины было два мужа, причем один из этих мужей приходился сыном второму. Окончательно как «снохачество» она сформировалась уже после христианизации и в этом качестве получила особое распространение в Российской империи в XVIII—XIX веках, в связи с целым комплексом обстоятельств, в том числе с призывом молодых крестьян в рекруты и с отходничеством, когда молодёжь уходила работать в города и оставляла жён дома в деревне.

## История

### Причины возникновения этого обычая в древности
По мнению польского историка В. Абрахама, снохачество — это следы какой-то формы полиандрии (многомужества), которая существовала у славян до принятия ими христианства. Какой именно была эта форма, не ясно, поскольку когда это явление попало в поле зрения исследователей, оно могло уже значительно измениться относительно своего первоначального состояния.
Историк А. Кравец так же считает, что изначально это явление было формой полиандрии — наряду с фратернальной (братской) полиандрией, так же встречавшейся у восточных славян (как и многоженство). Окончательно сформироваться как «снохачество» оно могло после принятия христианства (на Руси примерно после X в.), вследствие «принудительной моногамизации»: после ее введения глава рода, стремясь сохранить привычный уклад, брал новую жену, формально называя ее невесткой.

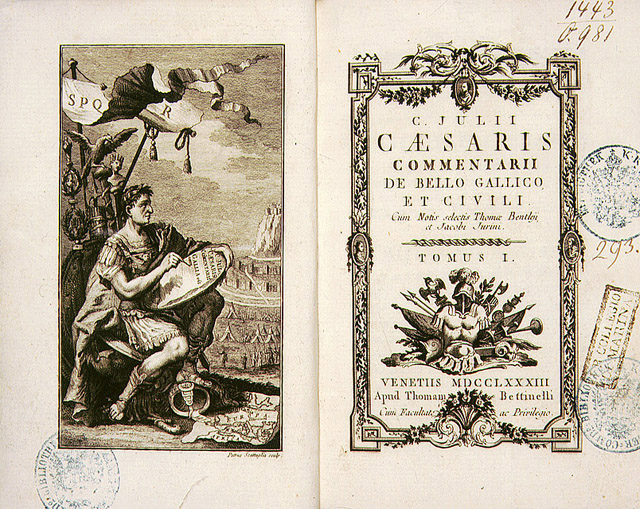
Цезарь. Записки о Галльской войне. Фронтиспис издания 1783 г.

В. Абрахам указывал, что форма брака, при которой пасынок женится на мачехе, встречалась у языческих пруссов: отец из общего имущества семьи покупал жену, которую сын наследовал после его смерти. Он так же обратил внимание, что полиандрия, следы которой прослеживаются у славян, похожа на ту, о которой Цезарь в своих Записках о Галльской войне (I век до н. э.) упоминал у бриттов:

Жен они, человек по десять или по двенадцать, имеют общих, особенно братья с братьями и родители с сыновьями.
— Гай Юлий Цезарь. Записки о Галльской войне. Книга V
И на некоторые формы, которые существуют или существовали на Востоке.
В частности, подобная форма брака дожила до наших дней у народностей, живущих вдоль хребтов Гималаев и в Тибете: обычно, после того как старший из братьев женится, младшие, подрастая, тоже становятся мужьями своей невестки. Случается и так, что пасынки становятся мужьями своей мачехи.
По мнению А. Кравеца причины возникновения полиандрии у славян были экономические, например, мужская бедность — нехватка средств для свадебного дара и возлияния богам, для оплаты которых несколько мужчин — братья или отец и сын — должны были объединиться. Так же А. Кравец упоминает и экономическую причину, связанную с крестьянским хозяйством, при ведении которого часто нужны дополнительные рабочие руки. В. Абрахам считал, что экономические причины — один из возможных вариантов причин возникновения этой формы брачного союза у славян, но могли быть и другие.
Ученый и публицист И. Я. Франко в своей статье «Следы снохачества в наших горах» (издана в 1895 г.) тоже указывал на возможную древность этого пережитка, однако по его мнению причиной возникновения и сохранения снохачества являлась патриархальная («неразделенная») крестьянская семья, семейная община или «задруга» — у разных исследователей она называется по-разному: где находим следы такой семьи, там можем предполагать существование снохачества — и наоборот, где находим упоминание о снохачестве, там должны предполагать существование «большой», «задружной» семьи.
В этой же статье он приводил доказательства существования такой «неразделенной» семьи/общины в Украине:

Труды Лучицкого, Марии Ганенко, Ольги Франко, В. Охримовича показывают существование общинных порядков в разных местах Украины в разные времена. Мы не сомневаемся, что дальнейшие исследования обнаружат еще больше следов и предпосылок этого устройства. Как маленькое дополнение к поискам в том направлении подаю здесь следующие сообщения о существовании снохачества в наших Карпатских горах. <…>
В Меморандуме о реформе права наследственного <…> Карла Пейрера в г. 1884 находим прямое свидетельство, что «еще в г. 1819 на Буковине во многих общинах все земли были собственностью общественной» <…> Что публичная общность земли сопряжена была с родовой общностью семьи, это удостоверяет тот самый автор далее на стр. 66 своего труда.
— И. Франко. Сліди снохацтва в наших горах. — «Житє і слово», С. 102,103-104
Все они дают сходное определение снохачества, которое можно сформулировать так: оно заключалось в том, что отец женил своего сына, обычно несовершеннолетнего, на женщине старше этого сына, и жил с ней, заменяя ей мужа до зрелости сына.

#### Крестьянские браки, в которых жена старше мужа
По-видимому, до определенного времени в деревенской среде к бракам, в которых жена (иногда значительно) старше мужа, относились толерантнее, чем в городской. Этнограф О. П. Семёнова-Тян-Шанская подмечала, что деревенские невесты «до сих пор [конец XIX в.] обижаются», если к ним сватается «старый» жених (лет на 6 — 8 старше), но женихи «и не думают обижаться» женясь на девушках на 2-4 или даже 6 лет (как в примере) старше:

Нынешней осенью я опять могу назвать два брака (только два брака и было всего в нашей округе), когда «малые» 18 и 20 лет женились на 20 и на 26-летних девках… Эти черточки, конечно, относятся до таких «малых» и девок, которые не жили или мало жили в городе. Что касается до втянувшихся в городскую жизнь «Иванов», то, может быть, у них развился другой взгляд.

Существовали местности, в которых такое соотношение возрастов женихов и невест было распространено — наряду с другими соотношениями.
По мнению историка Н. Л. Пушкарёвой: Не случайно появление в фольклоре сюжета о жене, которая носила своего мужа в переднике, отбивала от уличных мальчишек, а также присловий типа «Вот-те, бабушка, наука, не ходи замуж по внука!» или «Не ходи сорок за двадцать!»
Крестьяне, выдавая дочек замуж, руководствовались больше хозяйственными мотивами, нежели эмоциями: управиться с тяжелыми полевыми работами, уходом за скотиной, многими домашними промыслами могли лишь те, кто был достаточно зрел и обладал физической силой.
О том, что в те времена такие браки воспринимались более привычными, чем сейчас, говорит история, записанная этнографом М. Н. Харузиным:

Казак в Верхнекурмоярской станице рассказывал следующее: «У нас вот какие случаи бывали… Это было еще тогда, когда я присягу не принимал, а принял я присягу в 1827 году. Была у нас в станице девушка лет 15, а то и старше — дюже из себя красивая, ну так красива, что все заглядывались: генералья и полковники приезжали свататься за нее, а она качает бывало грудного ребенка, да и говорит: выняньчаю — замуж за него пойду, а то ни за кого не пойду. И ведь пошла же за него — дождалась. Вот как бывало».

Такие браки не всегда приводили к снохачеству, но могли приводить к нему.

### Законодательство и наказания за снохачество с древности и до начала XX в.
На Руси снохачество со времен принятия христианства считалось грехом — церковь считала его «кровосмешением» (инцестом) — и было наказуемо с «Церковного устава Ярослава», предусматривавшего епитимью и штраф в 40 гривен за связь свекра со снохою.
Со временем наказание стало и светским. Так, в XIX веке в Российской империи по Уложению о наказании за него предусматривалась ссылка в Томскую или Тобольскую губернии, или отдача в исправительные арестантские отделения.
(Хотя волостные суды обычно выносили гораздо более мягкие приговоры: например, свекр мог отделаться несколькими сутками ареста или ударами розог).
Поэтому стоит уточнить, что не всегда по источнику можно определить, о каком виде снохачества — насильственном или по обоюдному согласию — идет речь, если не описаны детали связи: не обязательно возмущение современника вызвано тем, что это насильственная связь, оно может быть вызвано и тем, что такая связь была противозаконной и греховной с точки зрения тогдашнего общества: «кровосмешение» определялось законом как «добровольная плотская связь между лицами, состоящими в указанных законом степенях родства». Так, например, С. В. Максимов в своей книге «Сибирь и каторга» (опубликована в 1871 г.), описывая осужденных за «кровосмешение» (которых по его подсчетам за 9 лет было 61 мужчина и 48 женщин) сообщает, что «кровосмешению снохи и свекра принадлежит первое место» по численности, и что по его данным, в отличие от других видов кровосмешения, которые обычно совершались насильственно, только «снохачество является формою любовной связи, закрепленною на обоюдном (менее принудительном) соглашении». При этом, считая что часть осужденных за снохачество мужчин и женщин вступили в связь по обоюдному согласию (а, может, и по взаимной любви), больше в тексте он никак этих людей не выделяет: для него все осужденные по этой статье «кровосмесители» и все достойны презрения. Так, он приходит «к выводу, что снохачество по своей сути — это не только преступное деяние, за которое ссылают в Сибирь, это безнравственное явление, порождающее новые аморальные действия — новые прелюбодеяния».
Так же стоит уточнить, что в те времена перейти из официального статуса свекра и снохи в статус официальных супругов законно было невозможно: во-первых, официально развестись было очень сложно, во-вторых, эти люди считались родственниками и в любом случае не смогли бы заключить брак друг с другом.

Согласно циркулярному Указу Святейшего Синода от 19 января 1810 г. запрещались браки между родственниками, находящимися в кровном родстве по прямой линии (восходящей и нисходящей) и по боковым линиям до четвертой степени родства включительно. <…> К отношениям кровного родства (в соответствии с вышеназванным Указом Священного Синода) приравниваются также отношения свойства, под которыми понимается возникающая после заключения брака родственная связь между одним супругом и родственниками другого супруга, а также между родственниками того и другого супруга. <…>Так, например, в первой степени свойства состоят свекор и сноха

Заведомое вступление в брак с таким родственником считалось отдельным преступлением.
Однако все это не отменяет того, что большинство связей между свекром и невесткой (по крайней мере в ХIХ-м веке) так или иначе совершалось по принуждению. Виновной в отношениях свекра и невестки часто «назначали» последнюю, так как большак играл слишком важную социальную роль в общине.
В исторической науке до сих пор существует дискуссия о том, являлся ли крестьянский самосуд нормой обычного права, или он был экстраординарной мерой, выходящей за рамки этого права. Так или иначе, крестьянский самосуд весьма часто обходил стороной снохачество в связи с господством в деревне большой патриархальной семьи, которая была экономическим и духовным ядром сельского мира.

### Снохачество с древности и до начала XX в.
И. Я. Франко указывал на то, что, возможно, в «Повести временных лет» имеется намек на снохачество: летописец хвалит полян за «стыдѣнье къ снохамъ своимъ», противопоставляя им радимичей, вятичей и северян, у которых «срамословье в них предъ отьци и предъ снохами» — исследователь предполагает, что летописец здесь осуждает радимичей, вятичей и северян за бытующие у них связи со снохами. Если допустить, что это действительно намек, интересно, что по словам летописца именно радимичи, вятичи и северяне выбирали жену, договариваясь с нею («с нею же кто съвѣщашеся»), а не с ее родителями. То есть у них бытовали браки по личному выбору. Но точно сказать, шла ли в «Повести» речь о снохачестве или о чем-то другом, нельзя.
В. Абрахам считал, что после введения христианства государственная и церковная власти Руси, выступая против любых форм полигамии, безуспешно пытались искоренить и те формы полиандрии, от которых произошло снохачество. Пример — Церковный устав Ярослава. Примерно так же думает и А. Кравец.
Так же по мнению В. Абрахама: «отголоски подобных отношений скрываются в многочисленных сказках и преданиях о взаимоотношениях матери и сына в Украине и Беларуси или у „малороссов“».
Одно из ранних упоминаний снохачества у восточных славян — на территории современной Беларуси (вероятно, в районе Полоцка) — относится ко 2-й половине XVI века. Интересно, что уже тогда эта практика описывалась как «обычай». А именно: в «Дневнике последнего похода Стефана Батория на Россию» (1581—1582 г.) описано, как король Стефан Баторий принимает «полоцкую шляхту» и объясняет, почему хочет основать на их территории иезуитскую коллегию: якобы он хочет сделать это ради просвещения и приводит «в пример несколько обычаев … здесь в Литве» (имеется в виду Великое княжество Литовское), которые хочет искоренять:

Привели ко мне, говорил он, недавно, здесь в Литве, тринадцатилетнего мальчика и женщину; мальчик был мужем этой женщины, а отец его жил с нею как с женою, ожидая пока сын возмужает: вот для того, чтобы не происходили подобные вещи, я и хочу здесь поставить школы, костелы и больницы. — Станислав Пиотровский «Дневник последнего похода Стефана Батория на Россию»

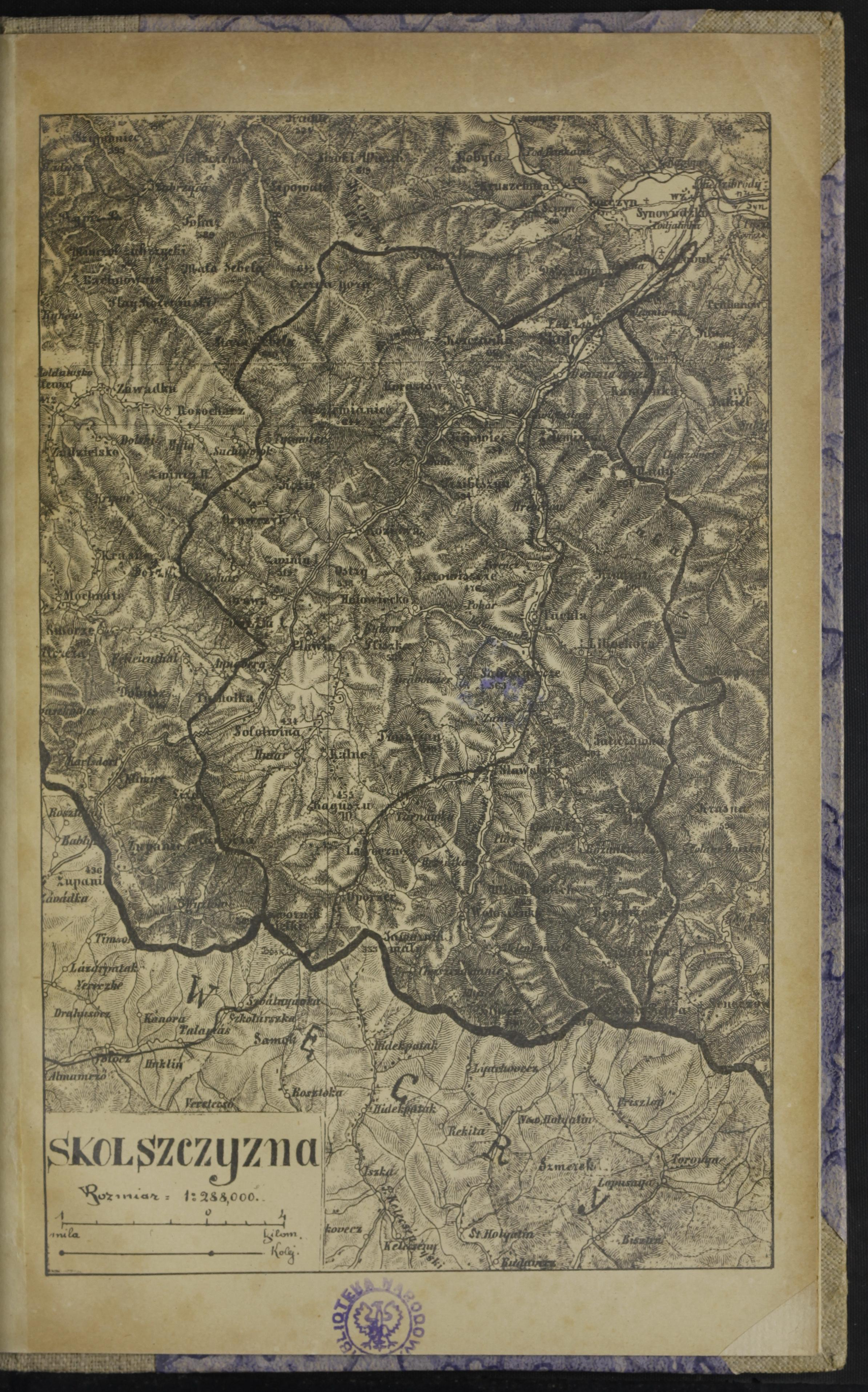
Skolszczyzna. Карта из книги F. Papée «Skole i Tucholszczyzna».1891 г.

И. Я. Франко в своей статье, помимо упоминания о современных известных ему случаях снохачества в Украине, цитирует пункт инструкции (опубликованной в монографии историка Фридерика Папе «Skole i Tucholszczyzna»), которую в 1623 г. Теофилия Острожская, вдова князя Острожского, «владелица имений Сколевских и Тухольских, расположенных по реке Опир» (речь о местах в районе города Сколе и села Тухля), выдала для взысканий за проступки с ее тухольских подданных. Он гласит:

Если случилось, как это там бывает, что отец живет в блуде с невесткой, и показания достоверные, пусть заплатит жизнью, однако с заявлением нам.
Оригинальный текст (пол.)Jeśli by się też to trafiło, jako się to tam znajduje, źe by miał ociec z synową swoją mieszkać w nierządzie, a świadectwo pewne było, tedy go gardłem karać, jednak z dołożeniem się naszym

И. Я. Франко комментирует это так:

Из этих слов доподлинно ясно, что снохачество в ту пору существовало в Сколевских горах, и, видимо, было довольно распространено, если княгиня Острожская не только сочла нужным издать против него драконовский указ, но и явственно дала понять, что «это там (то есть в горах) бывает». Но указ сей свидетельствует заодно о том оскорблении, которое чувствовала тогдашняя интеллигенция к сему дурному обычаю; значит, в долинах, из которых происходили княгиня (из рода Тарло) и ее старосты, обычай сей уже тогда был если не совсем неизвестным, то хотя бы редким исключением, настоящим культурным пережитком. Жесткое и бескомпромиссное преследование снохачества со стороны княгини Острожской указывает также на то, что она не понимала уже тех семейных отношений, которые вызвали это явление и считала его чисто этическим, влиянием индивидуальной злой воли, а не социологической то есть не такой, при которой добрая или злая воля индивидуума бывает более или менее значительно ограничена отношениями экономическими, обычаями и правовыми взглядами, которые царят среди ближайшего окружения данной особы.
Оригинальный текст (укр.)Із слів сих переконуємо ся довідно, що снохацтво в ту пору істнувало в скільських горах, і то мабуть доволі часто, коли княгиня Острожська не тілько вважала потрібним видати против него драконський указ, але виразно підносить, що „се там (т. є. у горах) буває.“ Та указ сей свідчить заразом про те обридженє, яке почувала тодішня інтелігенція до сего поганого звичаю; значить, на долах, відки походила сама княгиня (Тарлівна з дому) і єі урядники, звичай сей уже тоді був коли не зовсім незвісний, то бодай рідким виємком, справжнім культурним пережитком. Остре і безоглядне переслідуванє снохацтва з боку княгині Острожськоі вказує також на те, що вона не розуміла вже тих семейних відносин, що викликали сю появу і вважала єі появою чисто етичною, випливом індівідуальноі злоі волі, а не соціологічною т. є. не такою, при котрій добра чи зла воля індівідуума буває більш або менше значно ограничена відносинами економічними, звичаями та поглядами правними, які панують серед найблизшого окруженя даного осібника.

Он приводит и другое сообщение о снохачестве в Украинских Карпатах, из книги австрийского путешественника, естествоиспытателя и пионера альпинизма Бальтазара Аке, который в 90-х гг. XVIII в., в описании жителей Покутья (называя их покутянами, но, по мнению И. Я. Франко, имея в виду гуцулов), и, очевидно, тоже испытывая культурный конфликт, писал так:
| - Иллюстрации из книги Бальтазара Аке - Жительница Покутья - Житель Покутья |

Мало того, что покутянин имеет связи с чужими женами, его к тому же не пугает кровосмешение [с христианской точки зрения], а именно, он вступает в половую связь с женой своего сына. Когда-то это было больше распространено, чем сейчас — как это до сих пор принято во многих местах России.
Оригинальный текст (нем.)Es ist nicht genug, dass der Pokutier Umgang mit eines andern Weibe hat, sondern er macht sich auch wenig aus einer Blutschande, nemlich mit seines Sohnes Weib Umgang zu haben. Vor Zeiten war dies mehr im Schwang als itzo, so wie es noch dermalen in vielen Gegenden Russlands üblich ist.

Описывая особенности этого обычая, Б. Аке приводит цитату У. Кокса из книги о путешествии по России, выпущенной в 1785 г., которую И. Я. Франко дает в переводе на украинский:

«В некоторых семьях отец женит своего сына еще мальчиком семи, восьми или девяти лет*, на девушке постарше, чтобы из нее, как там говорят, сделать добрую и порядочную хозяйку. Отец, невесткой которого стала эта девушка, живет с ней как муж с женой и имеет от нее несколько детей».
Оригинальный текст (укр.)„В деяких сімьях женить батько свого сина ще хлопцем сімох, вісьмох або девятьох літ, зі старшою дівчиною, щоби з неі, як там кажуть, зробити добру і порядну хозяйку. Батько, котрого невісткою стала ся та дівчина, живе з нею як муж з жінкою і має з нею нераз кілька дітей.”

- После указа 1830 г., который запрещал венчать браки, если жених не достиг 18, а невеста 16 лет, ранние крестьянские браки стали уходить в прошлое[43].

В конце XIX в. корреспонденты бюро кн. В. Н. Тенишева, опрашивающие крестьян об их отношении к снохачеству (как частному случаю «кровосмешения»), сообщали, что к нему в «описываемых нами уездах народ повсеместно относится крайне неодобрительно». В Псковской губернии: «Снохачей народ называет „блудниками“, „срамниками“. Отношения сыновей к снохачам вполне понятны, был даже случай убийства». В Санкт-Петербургской губернии: «Снохачество, при отсутствии мужей, по местам встречается; народ насмехается в лицо снохачу, особенно на деревенских сходках, а бабы изводят упреками молодицу».
В Ярославской губернии, Ростовском уезде:

Если в какой-либо семье свекор очень хорошо живет со снохой — не заставляет ее много работать, не мешает сыну рядить ее, старается кормить получше, не бранит никогда и т. п., то среди крестьян возникает подозрение, что свекор находится в любовной связи со снохой. 
 В этом случае молодежь у них под окнами выкрикивала дразнилки.
Часть крестьян считала, что сексуальные связи с не кровными родственниками не менее преступны, чем с кровными. Другие разграничивали «кровосмешение» по степени важности: «Считая великим грехом и преступлением кровосмешение в кровном родстве, народ придает меньшее значение случаям кровосмешения при свойстве, и еще меньше при духовном родстве».
В других губерниях, например, «в Орловской губернии отношение к снохачеству было терпимое». А в деревнях Коневка и Меловое крестьяне даже говорили, что это «у них заведено исстари, не ими, а их стариками».
Если судить по материалам бюро князя В. Н. Тенишева в конце XIX в. случаи снохачества зафиксированы не во всех, но во многих губерниях; в большей степени снохачество подвергалось общественному порицанию в северных и северо-западных губерниях, менее — на юге России.
Снохачество вело к серьезным преступлениям: изнасилованию, кровосмешению [то есть являлось им по тогдашним законам], абортам [по тогдашним законам они считались преступлением] и даже убийству. Так, Донские Областные Ведомости за 1873 г. сообщают об убийстве мужа женою за снохачество. «Крестьянин с. Поповка Подгоренской волости Козловского уезда Тамбовской губернии Филимон Волков убил свою жену за незаконное сожительство ее с его отцом. Случай убийства сыном отца-снохача имел место в с. Бежаницы Псковской губернии».
Примерно подобную же картину можно наблюдать и в сибирской деревне и семье.
Бывало, что жертвы домогательств по закону упекали снохача в Сибирь. Например, этнограф С. С. Шашков приводит такой случай:

[Крестьянин], женив своего сына полуидиота на хорошенькой девушке, стал добиваться ее любви, но она воспротивилась его требованиям и избавилась от него ссылкою его в Сибирь. Старик не угомонился и на пути в каждом городе просил о высылке к нему сына с женою.

Российский этнограф-беллетрист С. В. Максимов приходит к выводу, что «кровосмесительство» (в том числе и снохачество) распространено в крестьянском сословии, но особенно сильно — среди бывших военных поселян и донских казаков.
Этнограф М. Н. Харузин написал большой труд, посвященный разным сторонам жизни Донских казаков, в том числе уделил внимание и снохачеству:
У казаков браки часто заключались по воле родителей. По мнению этнографа, в некоторых случаях (обычно при возрастном соотношении, в котором невеста была «лет 20 и старше», а жених намного моложе) отцы женихов выбирали невесту «конечно, такую, которая им самим нравится», а после свадьбы начинали за ней ухаживать: «Внимание хозяина и данная им полная свобода щекочут самолюбие невестки». Если это не помогало, свекр мог перейти к насилию:

Мария Борисова, красивая и энергическая женщина, что выражается на ее увядшем от скитальческой жизни лице, находилась в любовной связи со своим свекром Павлом Борисовым. По ее словам, она несколько раз говорила свекрови и мужу о том, что свекор ухаживает за ней и не дает ей покою своими приставаниями; но, не говоря уже о свекрови, которая не верила ей, и муж не обращал на это никакого внимания, тоже не веря ей. В результате получилось сначала насилие, а потом преступная связь. По показанию на суде свекрови, с этого момента никому житья в доме не стало. Старик гонит из дому ее и всех детей своих, а о том сыне, с женой которого он находился в связи, и говорить нечего, так что жить ему (сыну) дома не стало никакой возможности, и он отправился скитаться по белу свету в качестве бобыля, и до сих пор скитается. Жена же его, бросивши свекра, ушла тоже из дому и ведет ту же скитальческую жизнь, как и муж.

Ко времени исследований Харузина, то есть в 1880-е гг., нередко случалось, что новобрачная, сталкиваясь с приставаниями свекра, либо желая прекратить совместную жизнь с навязанным родителями мужем, готова была дать отпор и, угрожая свекру уголовной ответственностью, уходила из новой семьи. Вот как описывали это недовольные старики:

Может случиться, что девка-то кого-нибудь на стороне полюбила, да после свадьбы дня через три и уйдет: тут у баб одна оговорка бывает: свекор, мол, лезет с приставаниями, а свекор-то еще и ни в чем не виновен. Вот оно как ныне пошло!..

«Нередко снохачество служит поводом к убийству снохача, совершаемому либо его женой, либо родным сыном». Более тихие жены предпочитали не замечать снохачество мужей, потому что «горю не пособишь бранью и криком».
По сообщению Α. П. Заблоцкого-Десятовского в 1841 г. — то есть еще до Уложения 1845 г. — судебные дела о жалобах крестьянок на мужей за их «преступную связь» с невестками были вещью обычной. Правда, по его мнению эти жалобы «не показывают всей наготы картины; они возникают только по жалобам, порождаемым ревностью. Между тем как эта страсть весьма редко проявляется между нашим народом».
Если судить по данным С. В. Максимова, снохачество в Российской империи в XIX веке больше всего было распространено в Тобольской, Вятской, Пермской, Области Войска Донского, а также в Полтавской и Харьковской губерниях.

#### В Болгарии и Сербии
В деревнях вокруг Софии, Цариброда (ныне Димитровград), Брезника, Радомира, в области Кюстендила, в регионе Краиште в XIX веке был известен обычай женить мальчиков и юношей на девушках старше их («в большинстве случаев юношам от 15 до 18 лет, а девушкам от 20 до 25»).
Константин Иречек в книге «Княжество Болгария» (1899 г.), по поводу этого писал:

В качестве причины мне приводили, с одной стороны, стремление поскорее привести в дом молодого крестьянина как можно более развитую женскую рабочую силу для земледелия, а, с другой стороны, дочерей в родных домах тоже держат как можно дольше — из тех же соображений
Оригинальный текст (болг.)Като причина на това ми даваха стремлението, отъ една страна въ кѫщата на младийтъ селянинъ да се спечели за земледѣлието възможно по-скоро развита женска работна сила, отъ друга страна дъж ритѣ се задьржатъ колкото се може по-дълго въ домътъ на родите- литѣ по сѫщитѣ съображения.

В таких браках брачные обязанности за несовершеннолетних сыновей стремились исполнять

отцы или старшие в роду там, где такие еще существуют
Оригинальный текст (болг.)бащитѣ или старѣйшинитѣ от родътъ, гдѣто такива още сѫществуватъ

Зачастую родители устраивали такие свадьбы, не спрашивая детей, и некоторые девушки уже «имели любовные связи, вопреки которым их вынуждали вступить в брак». Из-за всего перечисленного этот обычай мог приводить к:

семейным ссорам, разводам или даже убийствам. В Краище недавно один крестьянин женил своего молодого сына, но не смог добиться желаемых сношений со своей невесткой и убил ее (задушил?) ее же косой, за что был приговорен к 15 годам тюрьмы.
Оригинальный текст (болг.)домашни раздори, разводи, ѫ сѫщо и смьртоубийства. Въ Краище неотдавна единъ селянинъ ожинилъ свойтъ още твьрдѣ младъ синь. но не можалъ да се добщ до желаеми сношения съ снаха си и я убилъ съ коса; сѫдътъ осѫдилъ на 15 години затворъ.

#### После 1917 года
После революции 17 года в СССР Церковь была отделена от государства, регулирование брачносемейных отношений передано в юрисдикцию государственных органов, а перечень препятствий к регистрации брака (в том числе по родству и свойству) значительно уменьшился. Соответственно, появилась и свобода развода.
Также статью о наказании за «кровосмешение» отменили, в том числе это касалось связей не кровных родственников.
А в 1918 году Поместный собор Русской православной церкви в «Определении о поводах к расторжению брачного союза, освящённого Церковью» признал в качестве такового, кроме прелюбодеяния и вступления одной из сторон в новый брак, также и снохачество.
По мере распада патриархальной семьи и увеличения числа крестьянских разделов снохачество как явление деревенского быта стало сходить на нет. Преобладающей в деревне стала малая, нуклеарная семья, в которой по причине раздельного проживания родителей и женатых детей снохачеству объективно не было места.

#### Причины существования этого явления в XIX в. в Российской империи
К XIX веку большинство православного населения Российской империи считало грехом как полигамию, так и сексуальную связь между не кровными родственниками — и снохачество в любом виде в это мировоззрение не вписывалось.
Тем не менее в маргинализированном виде снохачество продолжало существовать, причем, видимо, чаще совершалось по принуждению, и в таком виде, вероятно, было достаточно распространено: о распространённости снохачества, о пагубности этой практики и о возникающих в связи с этим криминальных ситуациях подробно писали многие публицисты XIX века (А. Н. Энгельгардт — «Письма из деревни»; первичные материалы этнографического бюро князя В. Н. Тенишева)[уточнить].
Причины подобной распространенности следует искать в целом комплексе проблем, часть из которых были специфически российскими (крепостное право, а так же искусственные попытки сдержать распад «неразделенной» (патриархальной) семьи. Другие причины были более-менее общими для многих стран того времени (например, незащищенность от домашнего насилия).
Такие исследователи, как И. Я. Франко, В. И. Семевский, а также П. Я. Мирошниченко считали «неразделенную» семью причиной снохачества. Эта семья и была причиной абсолютной власти «большака» (домовладыки) над своими домашними, которая считалась главным источником снохачества.
К XIX в. такая семья уже не отвечала требованиям времени и многие крестьяне стремились выйти из нее. Между тем из-за бо́льшей экономической успешности «неразделенной» семьи этот тип семьи длительное время пользовался поддержкой государства (и помещиков во время крепостного права). Крестьянин не мог по собственному желанию выйти из такой семьи, сохранив при этом за собой часть имущества. Для того, чтоб эту часть получить, они вместе с «большаком» должны были сначала осуществить выдел. Государство выделы всячески ограничивало, а некоторые помещики просто запрещали их своим крепостным.
Исследователь А. Г. Смирнов приводит примеры, когда доказанная связь отца с женою сына давала последнему право требовать отделения от отца, то есть выдела из большой семьи:

волостной суд (Бузулукский уезд) постановил наказать его [свекра, пытавшегося склонить сноху к прелюбодеянию] арестом на трое суток. Сын жаловался волостному суду (Кинешемский уезд), что отец его ведет распутную жизнь с его женой, снохой отца, и просил отделить его от отца. Волостной суд постановил: наказать за это отца жалобщика 10-ю ударами розог и предоставил сыну отделиться от отца.

Однако, если жалобу на снохачество посчитали бы ложной, могли наказать уже самого жалобщика. Тот же А. Г. Смирнов приводит случай, когда сына наказали 20-ю ударами розог за обвинения своего отца в «прелюбодеянии» с его (сына) женою. В другом случае сноха за ложное обличение свекра также присуждалась к наказанию 20-ю ударами розог (1862 г.).
Современный исследователь С. Г. Федоров пишет по этому поводу: в приведенных [А. Г. Смирновым] случаях, рассмотренных в волостном суде [помимо случаев из Бузулукского и Кинешемского уезда, где наказали свекров], виновными оказываются сыновья и снохи, которые приговариваются, как правило, к двадцати ударам плетью[?] «за клевету». Описания снохачества в архивах крайне редки.
Другой причиной снохачества считались отхожие промыслы крестьян. При этом часто глава семейства умышленно отправлял молодого мужа на отхожий промысел вскоре после свадьбы, предполагая вступить в связь с его женой. Из Болховского уезда Орловской губернии информатор в 1899 году сообщал:

Снохачество здесь распространено потому, что мужья уходят на заработки, видятся с жёнами только два раза в год, свёкор же остаётся дома и распоряжается по своему усмотрению.— Безгин В. Б. Правовая культура русской деревни (вторая половина XIX – начало XX веков). С. 56
Отходничество мужа могло стать одной из причин принуждения к снохачеству в сочетании с «неразделенной» семьей, поскольку при совместном проживании невестка полностью зависела от свекра. Вот как описывал это современник:

Как она, то есть невестка, откажет ему, когда он проходу ей нигде не дает, ни дома, ни в поле, ни на овине; а как останется с ним наедине, так «усильничает», изнасилует, — сообщает корреспондент ЭБ из Калужской губ. — Да и так покою не даст: откажет ему сноха, он и ее начнет гонять, — и то не так, и другое не ладно
— Пушкарева Н. Л. и Мухина З. З. Женщина и женское в традиционной русской сексуальной культуре (до и после великих реформ XIX века). — С. 49
В случае же раздельного проживания и ведения хозяйства обоих семей, свекр лишался главных рычагов давления на невестку.
При этом сама возможность зарабатывать отходничеством способствовала распаду «неразделенной» семьи и, значит, уменьшению практики снохачества.
С другой стороны, присутствие мужа не было гарантией от сексуальных притязаний свекра: хотя большинство мужей было против, и были даже случаи, когда сын убивал отца из ревности (так, исследователь А. Смирнов указывает на случай, "когда сын убил отца колом), некоторые мужья могли самоустраниться, например, боясь потерять отцовское наследство, как в случае в «Пермской губернии, когда жена уговаривала мужа отделиться от отца, приведя в качестве причин приставания свекра. Когда же последний пообещал лишить сына всего наследства и выгнать как собаку, тот пошел на попятный и заявил, что не верит словам жены, поскольку „по преклонным годами“ его родителя „совершенно нет вероятия“, чтобы тот совершил прелюбодеяние»". Мог муж и встать на сторону отца, а не жены: в исключительных случаях могло дойти даже до таких вопиющих инцидентов:

Из Чугуева сообщают, что там недавно один из крестьян, ненавидя жену свою, запряг последнюю в пристяжку, а затем кнутом заставил бежать молодую женщину наравне с лошадью. Когда же, истощив последние силы, несчастная упала без чувств, то муж втащил ее тело на телегу, а затем, приехав домой, помог своему отцу совершить над молодой женой возмутительное насилие.
— Якушкин Ε. И. Обычное право. — С. 337. 1144. Истязание жены // Мв. 1883. № 88
Не только почти абсолютная власть «большака», но и бесправие невестки делало насильственное снохачество возможным. В целом незащищенность женщины была традиционной для того времени: до середины 1800-х годов большинство правовых систем рассматривали избиение жены как возможное осуществление власти мужа над своей женой. Российская империя, в которой статья закона, касавшаяся насильственных действий между мужем и женой появилась уже в 1845 г., была в этом смысле скорее прогрессивной. Однако законы еще были очень далеки от совершенства, а правоприменительная практика порой была еще хуже, например, волостные суды, толкуя нормы закона и местные обычаи, судили кто во что горазд: кто-то защищал истязаемую женщину, а кто-то наоборот, наказывал ее за то, что она пожаловалась в суд: «так как нельзя же допустить, чтобы жена не знала над собой власти мужа». Даже суд присяжных, считавшийся прогрессивным, не всегда улучшал ситуацию: так, в Черниговском уезде такой суд оправдал главу семьи, хотя было доказано, что тот истязал невестку (два года поручал тяжелую работу, бил, привязывал к столбу на день), поскольку он заявил, что таким образом только учил невестку повиноваться старшим.
Усугубляло правоприменительную практику и то, что в то время в России, как и в Европе, было очень сложно развестись. При этом супруги обязаны были жить вместе. Все же можно было разъехаться, однако и это было не легко, особенно для женщины, которую супруг (или его семья) не хотели отпускать. В результате даже судьи, настроенные сочувственно к избитым крестьянкам, понимая, что после наказания обидчика женщине придется снова вернуться в его (обидчика) семью, уговаривали жестоко избитых крестьянок пойти на мировую.
Все это приводило к тому, что зачастую крестьянские женщины боялись жаловаться на домашнее насилие. Хотя статья, по которой можно было наказать свекра за попытки снохачества, была. Ухудшало ситуацию и то, что крестьянки обычно обращались в волостные суды, а именно они относились к снохачеству (в том числе сопровождавшемуся принуждеием), легче, чем остальные суды.
Поэтому механизм действий морально нечистоплотного свекра был достаточно прост: пользуясь отсутствием сына (отход, служба), а иногда и в его присутствии, свёкор принуждал сноху к половой близости. В ход шли все средства: и уговоры, и подарки, и посулы лёгкой работы. Обычно такая целенаправленная осада давала свой результат. В ином случае уделом молодухи становилась непосильная работа, сопровождаемая придирками, ругательствами, а нередко и побоями. Жизнь женщин, отказавших своим свёкрам в удовлетворении их плотских желаний, становилась невыносимо мучительной. По словам крестьянки, испытавшей на себе снохачество, в случае отказа свёкру тот мстил снохе, наговаривая на неё сыну всякие гадости о том, что та имела в его отсутствие связь с посторонними мужчинами. Специалист по гражданскому праву дореволюционной поры Е. Т. Соловьёв в своём труде отмечал, что «когда сноха не желает быть сожительницей свёкра, ей достаются от него жестокие побои, арест в подполе, погребе или в холодном амбаре».
В тех случаях, когда преступная связь свёкра со снохой открывалась, виновной, как правило, признавалась женщина, которую ожидала жестокая расправа со стороны мужа. Вот характерный итог самочинной расправы:

Жена была избита до полусмерти; волосы наполовину были вырваны, лицо превращено в один сплошной синяк, тело исщипано, одежда изорвана в мелкие клочки, так что женщина очутилась на улице совсем нагая.— 
Ранние браки. В середине XIX века в Тамбовской губернии было принято женить 12—13-летних мальчиков на невестах 16—17 лет. Отцы, склонные к снохачеству, умышленно женили своих сыновей молодыми для того, чтобы пользоваться их неопытностью. Тут стоит уточнить, что по мнению многих исследователей снохачеству способствовал ранний брак жениха, невеста при этом была старше, иногда очень значительно.

## В культуре
Русский публицист и прозаик А. В. Амфитеатров писал, что снохачество, повсеместно и активно порицаемое правовыми нормами, церковью и общественной молвой, странным образом почти замолчено народным песнетворчеством. Он приводит две народные пословицы про снохачество: «Сношенька у свекра госпоженька» и «Сноха на двор, а свекровь на стол», но не может вспомнить другой относящейся к нему песни, кроме калужского варианта известной «Сею, вею бел леночек». Да и то «вся песня нового склада едва ли старше конца XVIII в.» и в других ее вариантах предложение свекра имеет характер не заигрывающий, а скорее блюстительный. 

Сею, вею бел леночек
Стал леночек поспевать,

А я, млада, горевать:

«Не с кем, мати,

Лен мне брати!»

Свекор бает: «Я с тобою,

Я с тобою, со снохою,

Со снохою, молодою!»

Сноха скажет: «Ну тебя к черту,

Ну тебя к черту, старого черта!»
 
Русский публицист В. Д. Набоков (отец знаменитого писателя) писал: «Нигде, кажется, кроме России, — нет по крайне мере того, чтобы один вид кровосмешения приобрёл характер почти нормального бытового явления, получив соответствующее техническое название — снохачество». Однако, например, в польском есть аналог слова снохачества: «Swiekrostwo» . Да и вообще, такие слова существуют, особенно если речь о кровосмешении в понимании В. Д. Набокова, то есть о связи не кровных родственников: например, «левират».
Снохачество упоминается в романе И. С. Тургенева «Отцы и дети» (1862):

…Холодная усмешка скривила губы Базарова.

— Ну, насчёт общины, — промолвил он, — поговорите лучше с вашим братцем. Он теперь, кажется, изведал на деле, что такое община, круговая порука, трезвость и тому подобные штучки.

— Семья наконец, семья, так, как она существует у наших крестьян! — закричал Павел Петрович.

— И этот вопрос, я полагаю, лучше для вас же самих не разбирать в подробности. Вы, чай, слыхали о снохачах?
А также в повести И. А. Бунина «Деревня» (1909):

Был Яков, как многие мужики, очень нервен и особенно тогда, когда доходило дело до его семьи, хозяйства. Был очень скрытен, но тут нервность одолевала, хотя изобличала её только отрывистая, дрожащая речь. И, чтобы уже совсем растревожить его, Тихон Ильич участливо спрашивал:

— Не радует? Скажи, пожалуйста! И всё из-за бабы? Яков, озираясь, скрёб ногтями грудь:

— Из-за бабы, родимец её расшиби…

— Ревнует?

— Ревнует… В снохачи меня записала…
Н. А. Некрасов, «Деревенские новости» (1860):

В Шахове свёкру сноха

Вилами бок просадила —

Было за что…
Также об этом явлении говорится в повести Н. С. Лескова «Житие одной бабы» (1863), рассказе М. Горького «На плотах» (1895), романе «Колодезь» (1997) С. В. Логинова. Мотивы снохачества в опере Д. Д. Шостаковича «Леди Макбет Мценского уезда» привнесены либреттистами и отсутствуют в одноимённой повести Н. С. Лескова. Также снохачество встречается в романе Михаила Шолохова «Тихий Дон», когда Дарья Мелехова пытается соблазнить свёкра Пантелея Прокофьевича в отсутствие мужа Петра, объясняя это тем, что «не может без казака». Инцидент снохачества встречается в сюжете фильма «Бабы рязанские» (1927). Упоминается оно и в историческом романе советского писателя, выходца из крестьян Олонецкой губернии, А. П. Чапыгина «Разин Степан» (1924—1927).
В России существовала примета, по которой, чтобы удачно поднять колокол на колокольню, нужно было удалить снохачей из толпы помощников и зевак. Так, по свидетельству этнографа П. М. Богаевского, «часто приходится слышать распространенный по всей России рассказ о том, как тянули колокол и до тех пор не могли поднять его, пока не были удалены снохачи». Та же примета упоминается в книге В. М. Дорошевича «Сахалин» (1897) : «Как снохач помогать возьмётся, — колокол с места не сдвинешь», в повести «…Тому назад» сибирского писателя Н. Я. Самохина: «Ишо раз говорю: господа снохачи, уйдитя отселя добром! Колокол дальше не пойдеть! Вот вам крест!», и у других писателей, публицистов и этнографов.